# RIM-162 ESSM
RIM-162 ESSM (англ. Evolved Sea Sparrow Missile) — американська зенітна ракета класу «корабель-повітря» середньої дальності, оснащена напівактивною радіолокаційною головкою самонаведення. Є розвитком зенітної ракети RIM-7 Sea Sparrow. Виробляється корпорацією Raytheon. На озброєнні з 2004 року. Використовується також і для забезпечення протиракетного захисту кораблів.

## Історія
Розробка заміни корабельної ЗУР малої дальності «Sea Sparrow» була розпочата в 1988 році зі стадії розробки концепції компаніями Hughes Aircraft і «Raytheon», при цьому, потрібно зберегти сумісність з пусковими установками для ракет «Sea Sparrow».
У 1995 році «Hughes» була оголошена переможцем в конкурсі на розробку ESSM, але для подальшої розробки ЗУР об'єднала зусилля спільно з «Raytheon». Після придбання ракетного підрозділу «Hughes» компанією «Raytheon», остання стала єдиним підрядником по проекту ESSM.
Льотні випробування різних дослідних варіантів ESSM були розпочаті у вересні 1998 року, при цьому випробування включали в себе виконання перехоплення повітряних мішеней і моделювання ракетних загроз. Дослідна військова експлуатація комплексу з ESSM була завершена у вересні 2003 року.
Дозвіл на повномасштабне серійне виробництво було видано помічником міністра військово-морських сил США Джоном Янгом 12 січня 2004 року та вже через місяць перший корабель ВМС США — есмінець «Чеффі» був оснащений зенітними ракетами ESSM. У березні 2004 року ракети надійшли на есмінець «МакКемпбелл», а незабаром ними почали оснащуватися ракетні крейсери, що мають систему «Іджис» — крейсера типу «Тікондерога», а також атомні авіаносці.

## Конструкція

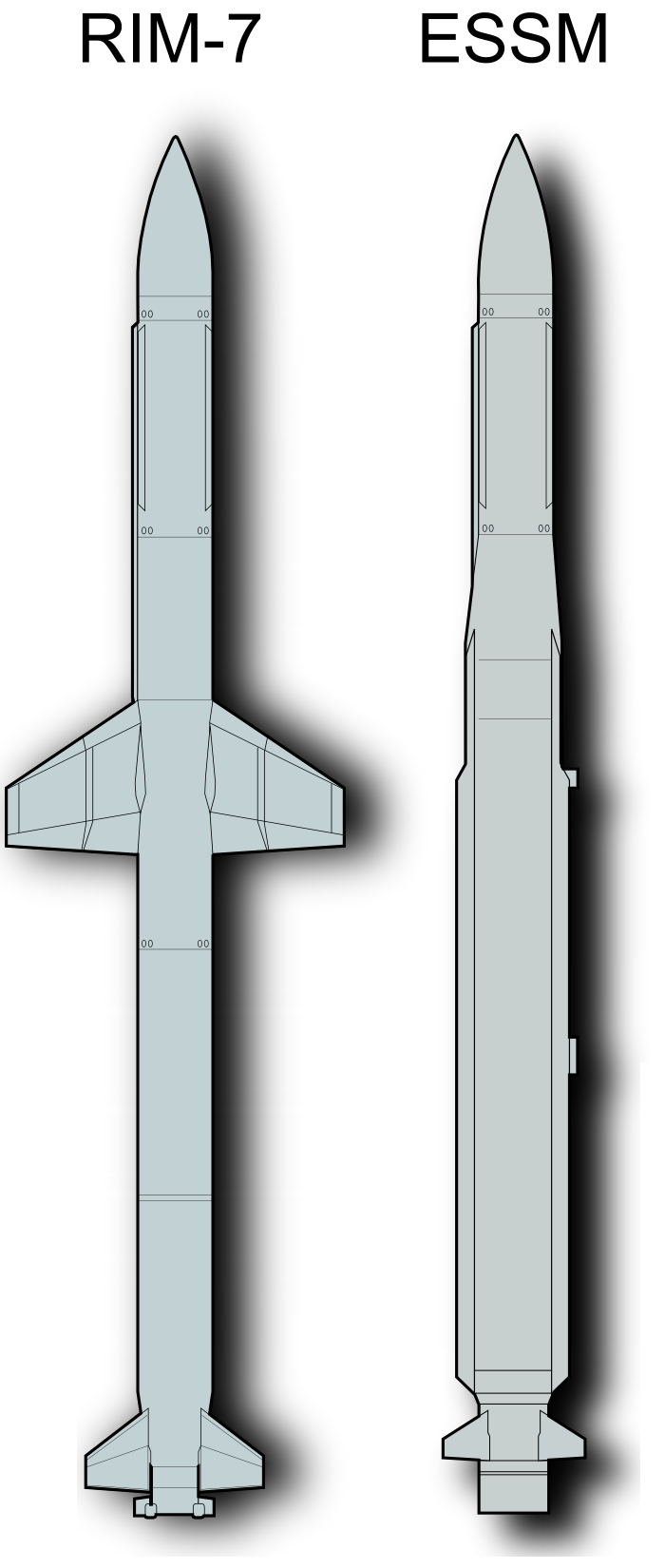

Хоча конструкція RIM-162 і ґрунтувалася на дизайні попередниці RIM-7P, вона є практично новою ракетою.
Органи управління ракети розташовані в хвостовій частині, замість крил використані подовжені вузькі ребра. Навантаженні в 50g досягається за рахунок управління вектором тяги. Основними особливостями ESSM є повністю новий розгінний РДТТ більшого діаметра (254 мм), новий автопілот і нова осколково-фугасна бойова частина. Ефективна дальність нової ЗУР в порівнянні з RIM-7P була значно збільшена, тому ESSM класифікується як зенітна ракета середньої дальності.

## Тактико-технічні характеристики
- Модифікація: RIM-162A
- Стартова маса: 280 кг
- Довжина ракети: 3,66 м
- Діаметр: 0,254 м
- Дальність дії: ~ 50 км
- Рухова установка: РДТТ Mk.143 Mod.0
- Швидкість польоту: понад 4 М
- Перевантаження: 50 g
- Бойова частина: осколково-фугасна
  - Маса БЧ: 39 кг
- Пускова установка: вертикальна ПУ Mk.41 VLS кораблів системи AEGIS
  - Кількість ракет на ПУ — 4 на одну ланку